# Lidia Gueiler Tejada
Lidia Gueiler Tejada, född 28 augusti 1921 i Cochabamba, död 9 maj 2011 i La Paz, var en boliviansk politiker. Hon var Bolivias interimspresident 1979–1980.

## Biografi
Vänsterpolitikern Gueiler gick år 1948 med i Víctor Paz Estenssoros rörelse MNR (Movimiento Nacionalista Revolucionario). Hon gifte sig med en paraguayansk militär, Mareirian Pérez Ramírez, och fick en dotter, Teresa. Efter en tids äktenskap separerade Gueiler sig från sin make. Hon lämnade sitt parti men efter en tid i ett annat revolutionärt vänsterparti, MRIN, återvände Gueiler till MNR. Efter 1964 års kupp tillbringade Gueiler en tid i exil.
Vid 1979 års presidentval fick ingen kandidat minst 50% av rösterna vilket gjorde att kongressen fick i uppgift att utse en president, men de kunde inte nå någon överenskommelse. Senatledaren Wálter Guevara utnämndes till tillfällig president i augusti 1970 i väntan på nyval året därpå, men Guevara störtades av en militärkupp ledd av Alberto Natusch. Han saknade dock folkligt stöd och fick lämna makten, men fick igenom kravet att Guevara inte skulle få fortsätta som tillförordnad president och uppgiften föll istället på Lidia Gueiler Tejada. Ämbetsperioden avslutades med att hennes släkting Luis García Meza Tejada blev diktator efter en militärkupp, finansierad av knarkkungen Roberto Suárez Gómez och hemligt understödd av Argentinas militärjunta. Utöver den politiska karriären gjorde Gueiler karriär som diplomat. Hon stödde Evo Morales i valet 2005. Hon avled i maj 2011 i en ålder av 89 år.